# Schouwburg Kunstmin

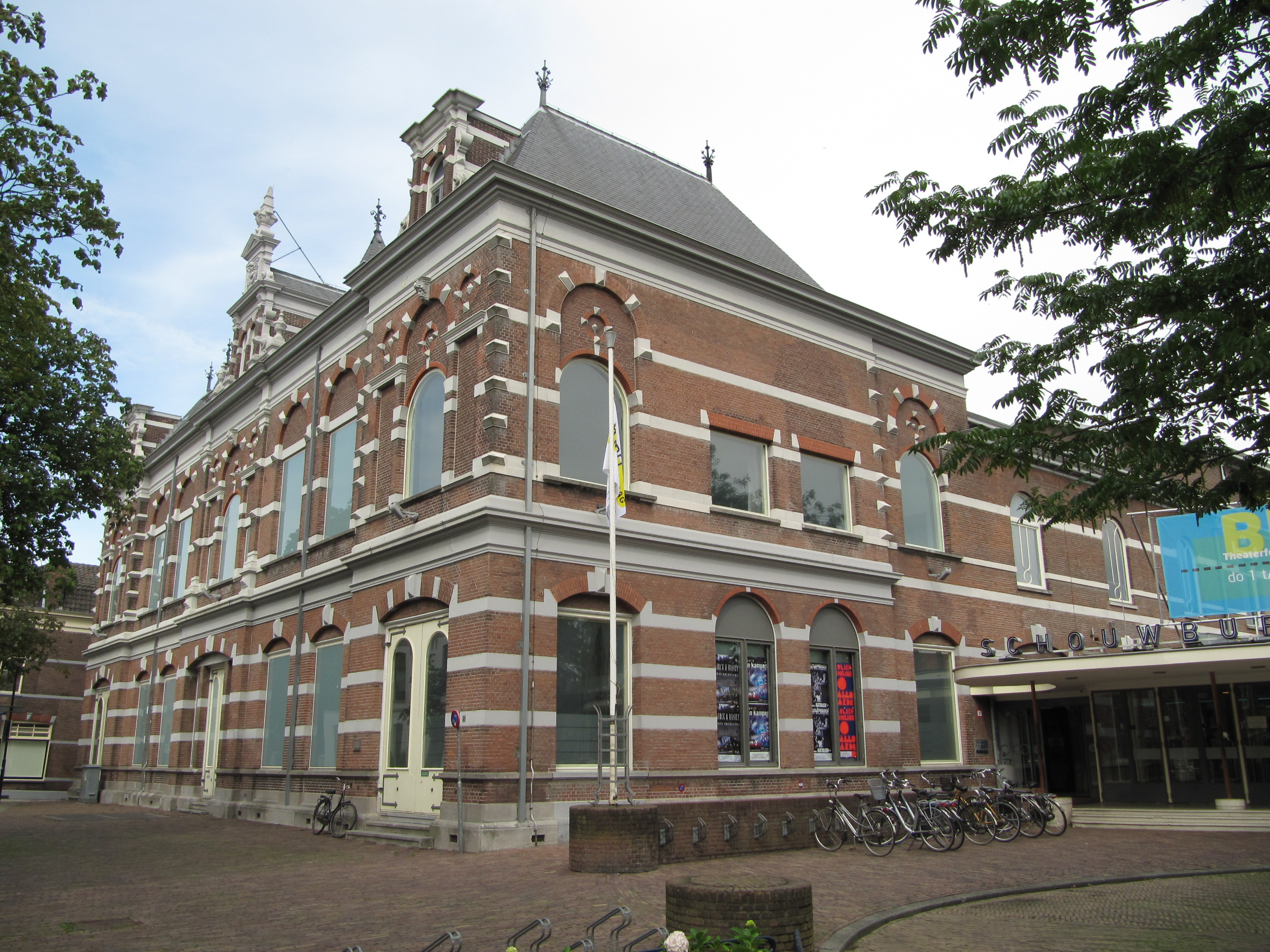
Schouwburg Kunstmin

Schouwburg Kunstmin is een theater in de stad Dordrecht, in de Nederlandse provincie Zuid-Holland. Het gebouw is een rijksmonument in neorenaissance stijl en sinds 1913 in het bezit van de gemeente Dordrecht. Het beschikt onder andere over een theaterzaal, een kleinere multifunctionele zaal, een filmhuis (tot 2012) en een theatercafé. Verder zijn er drie foyers en is het gebouw bekend om zijn unieke interieur in neo-barokstijl. Hierom is de schouwburg een populaire locatie voor het maken van trouwfoto's.

## Geschiedenis
Schouwburg Kunstmin werd in 1864 geopend aan het Kromhout in Dordrecht. Na diverse verhuizingen vestigde het theater zich later aan de T-splitsing tussen de Singel en de Sint-Jorisweg. Dit gebouw had oorspronkelijk een grote en een kleine zaal. Het pand werd in 1938 verbouwd door Sybold van Ravesteyn, waar het onder andere voorzien werd van een nieuwe entree en een uniek interieur met veel marmer en hout. Door gebrekkig onderhoud raakte de schouwburg in de jaren die volgden in verval, mede door de vele verbouwingen en aanpassingen die plaatsvonden. Zo was geprobeerd het podium op wielen te plaatsen om de slechte akoestiek in de Grote Zaal te verbeteren en was het historische interieur ernstig beschadigd geraakt.

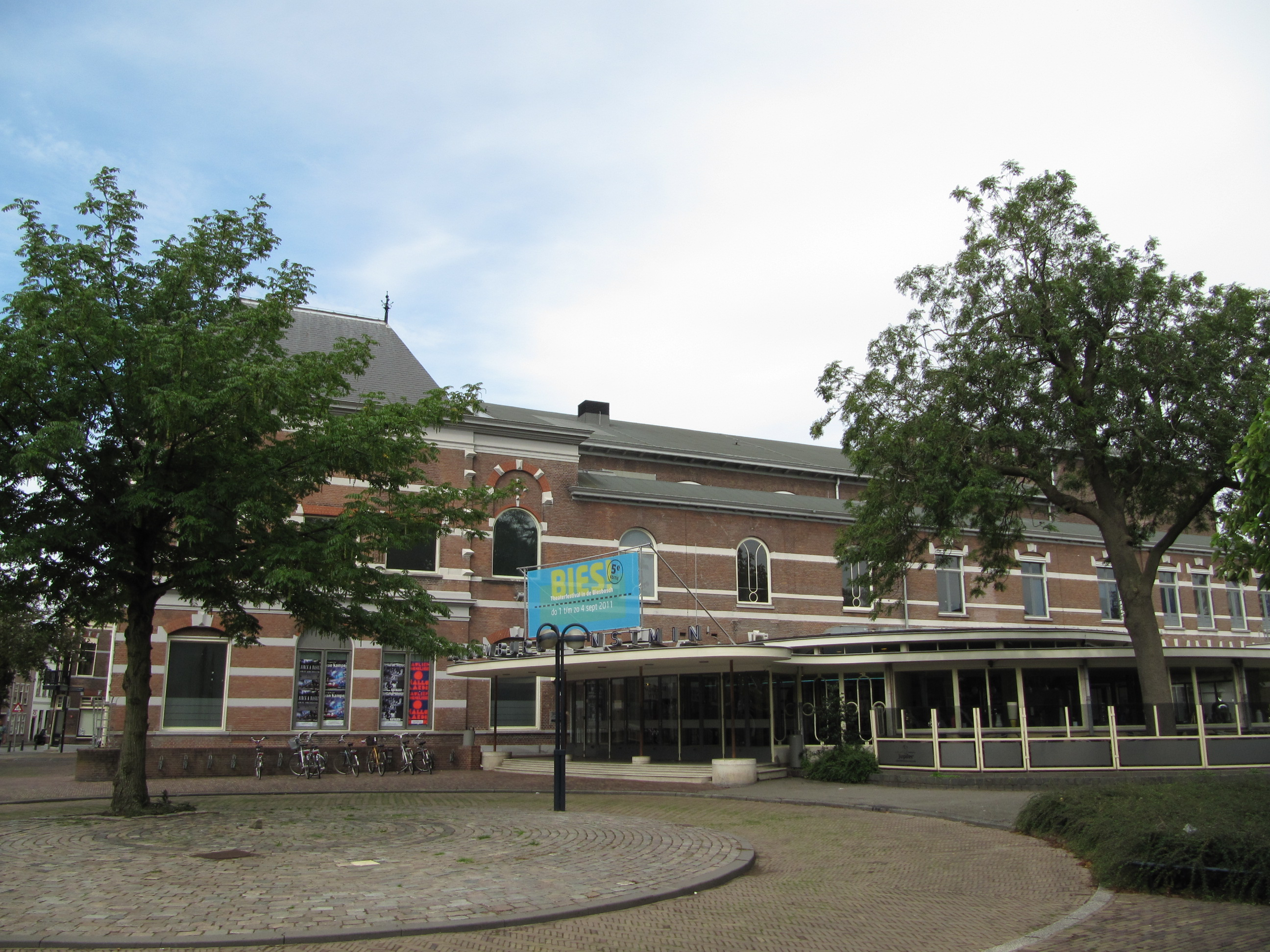
Entree

In 1993 begon een grondige renovatie en uitbreiding door de Dordtse architecten Kees Rouw en Bertus de Kock waarin het interieur in en om de Grote Zaal en de entree zo veel mogelijk is hersteld. De Kleine Zaal werd van een nieuwe inrichting met onder andere een inschuifbare tribune voorzien, waardoor de zaal ook voor andere doeleinden gebruikt kon worden. Daarnaast werd theatercafé "Sybold" geopend, en werden een nieuw achtertoneel bij de Grote Zaal en Filmhuis Cinode toegevoegd. Ook werd het gebouw voorzien van de beste technische installaties die toen beschikbaar waren.

## Laatste restauratie
In juni 2012 werd Schouwburg Kunstmin gesloten voor een grondige restauratie. De heropening was in september 2014. Filmhuis Cinode keerde niet terug: de organisatie en filmzaal gingen op in de nieuwe bioscoop The Movies aan de Nieuwstraat.

## Enkele foto's, vlak voor de grote renovatie

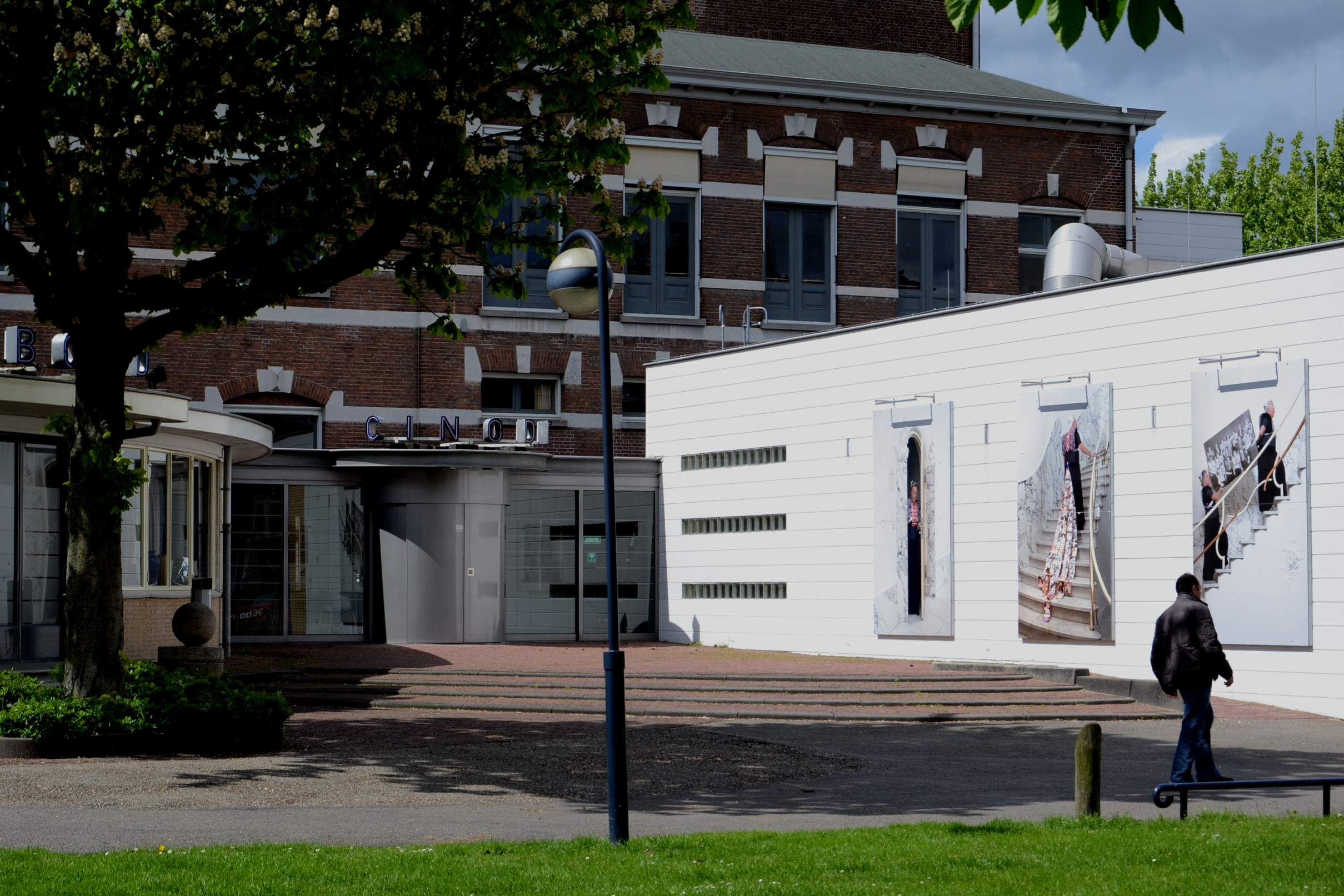
Het filmhuis Cinode dat verdwenen is.
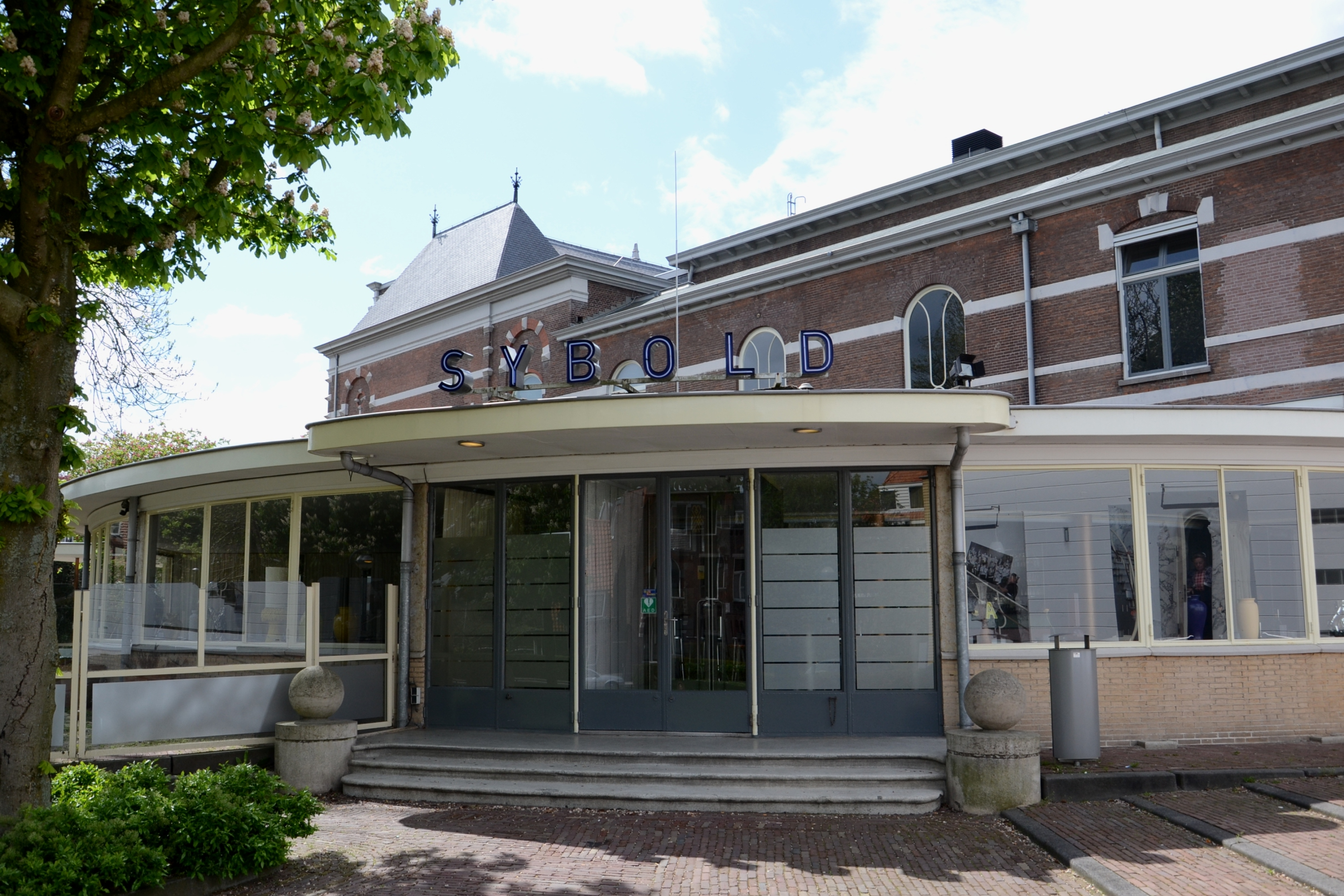
Ingang restaurant Sybold.
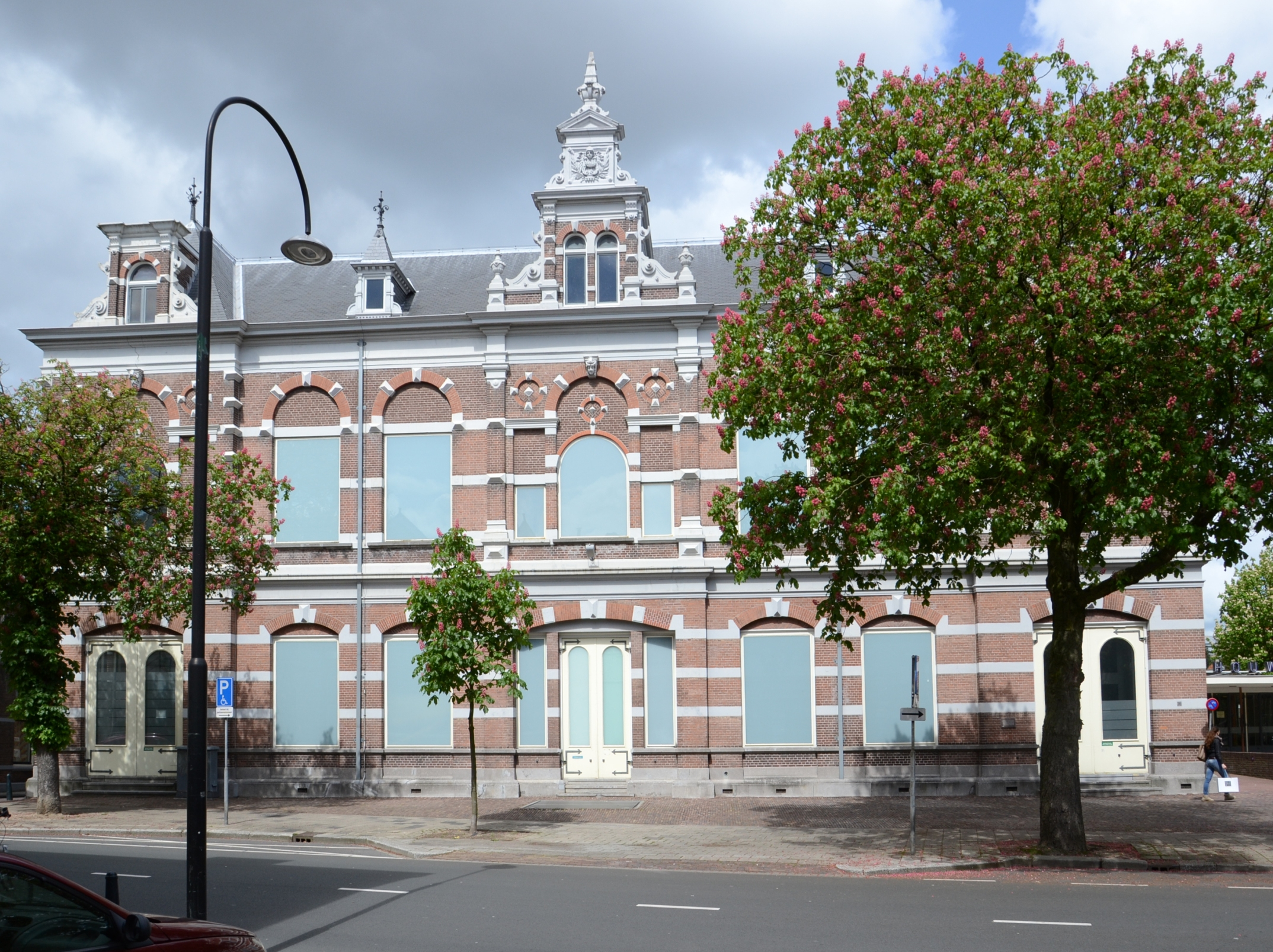
De zijkant van Kunstmin met geblindeerde ramen.
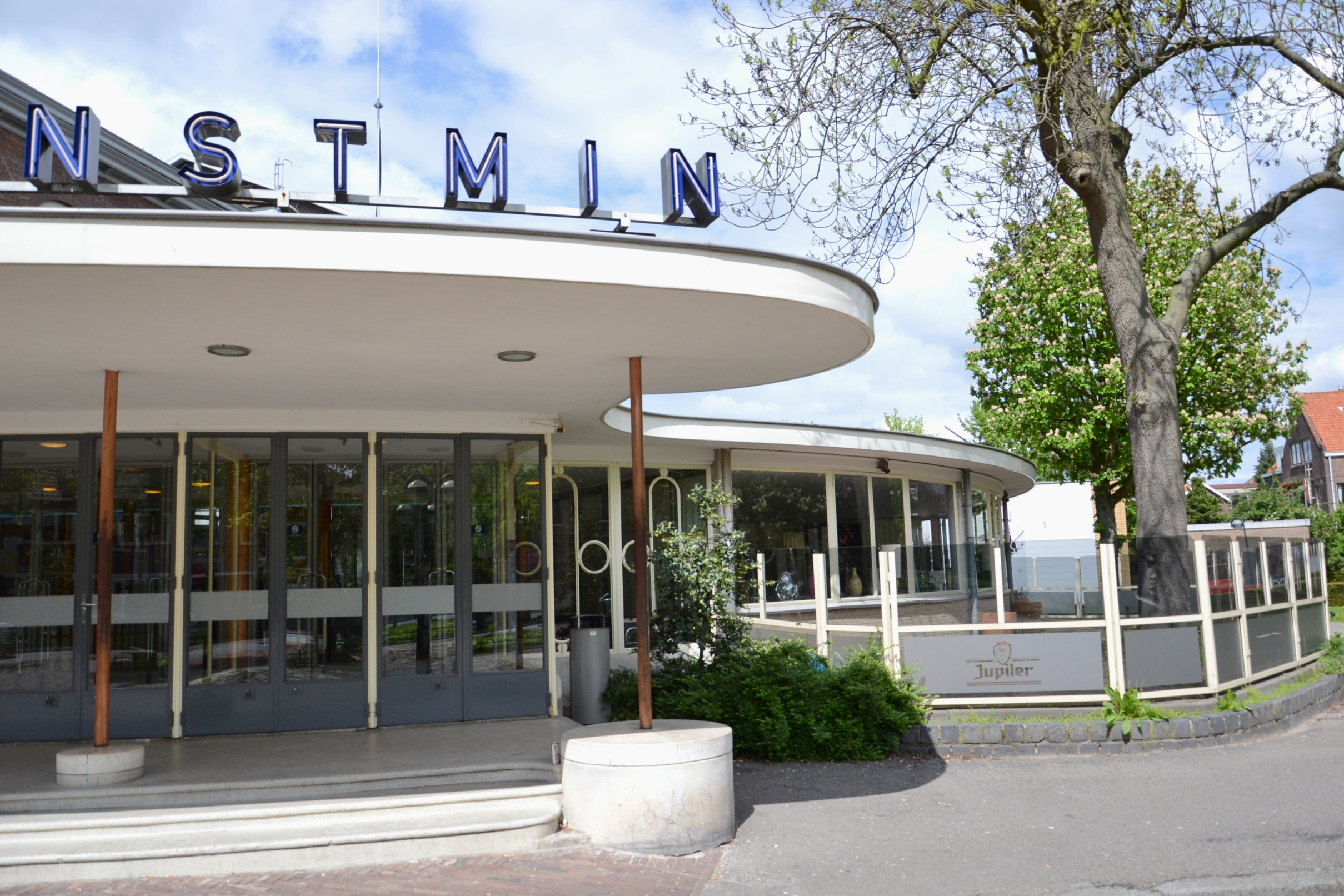
De typische ingang die behouden is gebleven.

## Trivia
- In de Grote Zaal van Kunstmin vindt al tientallen jaren de Kleine Avond van het Johan de Witt-gymnasium plaats. Dit is een jaarlijks terugkerend evenement waar leerlingen van de school mogen optreden voor een publiek van ouders en medeleerlingen.